# Calopadia editae
Calopadia editae је врста лишајева из породице Pilocarpaceae. Описана је као нова за науку 2011. године, врста је названа у част мађарског лихеолога Едита Фаркаша.